# Sorveglianza... speciale
Sorveglianza... speciale (Stakeout) è un film del 1987 diretto da John Badham.
La sceneggiatura è stata scritta da Jim Kouf , che ha vinto un Edgar Award del 1988 per il suo lavoro.

## Trama
Chris Lecce e Bili Reimers, due poliziotti di Seattle, vengono incaricati di sorvegliare la casa di Maria McGuire, una bella cameriera che - a sua insaputa - custodisce nel suo divano la consistente refurtiva del pericoloso delinquente Richard "Stick" Montgomery evaso dal carcere con l'aiuto del cugino, Caylor Reese. I due sono ricercati dall'FBI che crede che Montgomery possa tornare da lei per recuperare la refurtiva, di cui però non conoscono l'ubicazione. Nel frattempo, Lecce sta per divorziare dalla moglie. Lecce e Reimers spiano la McGuire, sperando che Montgomery si presenti alla sua porta in modo da poterlo arrestare.
I lunghi appostamenti e il fascino della sorvegliata finiscono col confondere la coscienza professionale di Chris che s'innamora, ricambiato, di Maria, proprio mentre la falsa notizia della morte del ricercato ha indotto a rallentare la sorveglianza. Il ritorno a sorpresa di Stick fa cadere in balia della sua furia omicida i due poliziotti, i quali, solo dopo una serie di frenetiche avventure riusciranno ad eliminarlo e a salvarsi. McGuire e Lecce iniziano una relazione.

## Produzione
Sebbene la storia sia ambientata a Seattle, il film è stato girato a Vancouver, nella British Columbia.

## Distribuzione e accoglienza
Il film ha debuttato al cinema ottenendo il primo posto al botteghino. Ha incassato $ 65,6 milioni a livello nazionale, classificandosi come l'ottavo film con il maggior incasso dell'anno.

## Critica
"Briosa e divertente commedia pseudopoliziesca, che oscilla in continuazione tra il giallo e il rosa, sorretta da un ritmo svelto e da un dialogo frizzante. Simpaticissima la coppia di sbirri (il giovane Emilio Estevez, uno dei tremila figli attori di Martin Sheen, è una rivelazione), fenomenale, se non altro per il fascino, la sinuosa Madeleine Stowe". (Massimo Bertarelli, Il Giornale, 27 luglio 2001) 

## Sequel
Il film ha avuto un sequel, Occhio al testimone (Another Stakeout), uscito nelle sale nel 1993, con gli stessi attori protagonisti e il medesimo regista.